# Sløjen
Sløjen er i dag et område i Hanherred. Det var engang en naturlig kanal, som førte handelsflåder og vikingeskibe frem og tilbage mellem Limfjorden og Vesterhavet. Strækningen kunne overvåges fra Aggersborg, og den har været sejlbar i hvert fald frem til 1200-tallet. 